# DGI (기업)
주식회사 DGI는 대한민국의 잉크젯 및 디지털 텍스타일 프린팅 기업이다. 또한, 대표이사가 해주 최씨로 최재형 테마주로 주목을 받은 적이 있다.

## 역사 및 현황
1985년 1월 1일 일리산업사로 설립하여 2000년 4월 18일 현재의 상호로 변경하였다.

## 내용주
1. ↑  법인 전환일